# کاتو دایجیرو
کاتو دایجیرو (انگلیسی: Daijiro Kato; ۴ ژوئیهٔ ۱۹۷۶ – ۲۰ آوریل ۲۰۰۳) یک موتورسوار در رقابت‌های جایزه بزرگ موتورسواری اهل ژاپن بود.